# Gladys Bokese
Gladys Bokese (Kinshasa, 10 settembre 1981) è un ex calciatore della Repubblica Democratica del Congo, di ruolo difensore.

## Carriera

### Club
Ha giocato nel campionato congolese e tunisino.

### Nazionale
Ha esordito con la Nazionale nel 2004, ed ha partecipato alla Coppa d'Africa 2006.